# Elias Parish Alvars
Elias Parish Alvars, nome di battesimo Eli Parish (Teignmouth, 28 febbraio 1808 – Vienna, 25 gennaio 1849), è stato un arpista e compositore britannico.

## Formazione
Nato a Teignmouth nella contea inglese di Devon, Eli Parish era il secondo di dieci figli di Joseph Parish. Fu il padre, che nella cittadina svolgeva un'attività di organista, insegnante di musica ed editore musicale, ad avviarlo allo studio dell'arpa già a tre anni di età. A dieci anni si esibì per la prima volta in pubblico a Totnes e a dodici, nel 1820, iniziò a studiare con Nicolas Bochsa a Londra.
Nel 1822 tentò di iscriversi alla Royal Academy of Music, ma non fu accettato, probabilmente per motivi economici (nel 1818 il padre era stato costretto a dichiarare bancarotta). Parish continuò a seguire le lezioni di Bochsa e intanto si guadagnava da vivere suonando ai balli nella sua zona natale e insegnando l'arpa. Quest'ultima attività gli permise di entrare in contatto con persone benestanti e di farsi finanziare gli studi da un ricco proprietario terriero. Nel 1828 si trasferì a Firenze, dove studiò composizione con Maximilian Leidesdorf.

## Inizio dell'attività
All'inizio della sua attività condusse alcune tournée nelle quali le mete principali erano le corti reali, ma prevalentemente suonava dovunque capitava.
Nel 1832, durante un viaggio a Costantinopoli, invitato dall'ambasciatore russo, il conte di Boutinoff, si esibì di fronte al sultano Mahmud II e collezionò una serie di melodie popolari, in seguito pubblicate come Viaggi di un arpista in Oriente op. 62. A Vienna nel 1833 incontrò Sigismund Thalberg e strinse amicizia con Carl Czerny con cui collaborò negli anni successivi.
Presso l'editore Falter di Monaco, venne pubblicata nel 1834 per la prima volta una sua composizione, Tema e Variazioni PA 1, firmata, come la successiva, con lo pseudonimo di Albert Alvars.

## Soggiorno viennese (1835-1842)
Nella seconda metà del 1835 si stabilì a Vienna dove rimase fino all'inizio del 1842. All'inizio del 1836 venne scritturato come arpista solista dall'Hofoperntheater di Vienna. Collaborò con Czerny e con il flautista Joseph Fahrbach e iniziò a studiare composizione con Simon Sechter e Ignaz von Seyfried.
Strinse amicizia con August Artaria, editore musicale di Vienna, che rimase fino alla morte suo amico e punto di riferimento nella capitale austriaca. Fu Artaria a mettere in contatto Parish Alvars con l'editore Ricordi, che pubblicò in seguito il maggior numero delle sue opere.
A Vienna dava anche lezioni di arpa: tra i suoi allievi Jeanette Esterházy de Galantha (nata contessa Batthyány de Németujvar), che rimase sua patrona e amica fino alla morte e alla quale Parish Alvars dedicò oltre trenta delle sue opere e l'allora dodicenne Melanie Lewy, in seguito sua moglie, figlia di Eduard Lewy, virtuoso di corno allora celebre.
A partire dal 1841 si formò un gruppo costituito da Parish Alvars e Melanie Lewy all'arpa, e dai fratelli di lei Karl Lewy al corno e Richard Lewy al pianoforte. Il gruppo ottenne un notevole successo e tenne concerti al Hofoperntheater e al Kärthnerthortheater.

## Viaggi (1842-1845)
Nel 1842 tenne una serie di concerti in Germania, a Londra e a Milano che ebbero grande successo e attirarono l'attenzione di Liszt. Suonò alla corte di Federico Augusto II di Sassonia, al quale dedicò il  Gran Concerto in sol minore per arpa e orchestra op. 81 e per la regina Vittoria, a cui dedicò il Gran Concerto in do maggiore per arpa e orchestra op. 60.  A Lipsia iniziò una collaborazione durata fino alla sua morte con gli editori Hofmeister e Kistner.
Tornato a Vienna, nell'ottobre dello stesso anno sposò Melanie Lewy allora diciottenne.
A metà gennaio 1843 lasciò Vienna con la moglie e i fratelli Lewy diretto a Praga, e quindi ancora a Dresda, dove incontrò Berlioz,  e a Lipsia, dove Mendelssohn aveva organizzato vari concerti per lui. Si spostò quindi a Berlino, alla corte di Federico Augusto II di Sassonia a Gotha, a Francoforte, dove incontrò nuovamente Berlioz e in altre città tedesche.

## Soggiorni a Napoli
Nel novembre dello stesso anno ritornò a Vienna dove nacque la figlia Aloisia.
Soggiornò a Napoli i mesi invernali tra la fine del 1843 e l'inizio 1846, e si dedicò soprattutto alla composizione, mentre nel resto dell'anno continuava a viaggiare soprattutto a Londra e in Germania per tenere concerti. Nel 1845 dovette rinunciare ai concerti primaverili previsti a Londra, a causa delle conseguenze di una caduta durante un'escursione sul Vesuvio.
Nell'agosto del 1846 nacque il secondo figlio, Arthur.

## Ritorno a Vienna
Nel 1846, costretto a rinunciare al progetto di trasferirsi in Gran Bretagna, fece ritorno a Vienna, dove ricevette il titolo di "virtuoso dell'Imperatore" ed iniziò ad insegnare arpa alla Gesellschaft der Musikfreunde (dal 1847 come Titular-Professor). Viaggiò ancora in tournée a in Germania  tra la fine del 1846 e l'inizio del 1847, ma in seguito fu costretto a rimanere a Vienna per il deteriorarsi della situazione politica.
A Vienna, il 9 gennaio 1848, tenne un grande concerto alla "Musikvereinsaal", ma il suo Gran concerto in do minore per arpa e orchestra PA 2 ms venne criticato dalle recensioni per la sua struttura accademica, anche se si continuava a lodare la sua abilità di esecutore.
Il 13 marzo i moti popolari costrinsero la famiglia reale a fuggire ad Innsbruck, e anche la "Gesellschaft der Musikfreunde" chiuse precipitosamente. Parish Alvars si trovò in difficoltà economiche, avendo perduto lo stipendio e non avendo neppure ricevuto quando gli era dovuto fino a quel momento; inoltre, per la fuga dalla città della maggior parte dei nobili, perse contemporaneamente numerose lezioni.
Si trasferì con la famiglia a Leopoldstadt, all'epoca alle porte di Vienna. Nel novembre 1848 a causa delle sue difficoltà economiche fu costretto a chiedere un prestito all'amico August Artaria.
La salute di Parish Alvars peggiorò improvvisamente e morì di "paralisi polmonare" (i documenti non sono comunque chiari su questo punto) il 25 gennaio 1849 all'età di 40 anni. La moglie si occupò del funerale, ma fu costretta ad affrontare un processo per debiti. Lasciò quindi Vienna e si trasferì con i figli a Londra, dove diede alle stampe la maggior parte delle ultime composizioni del marito e dove morì a soli trentadue anni nel 1856.

## Cronologia dei viaggi e dei concerti
- fine del 1829 - metà del 1830, Londra: lavoro presso i costruttori di arpe Schweiso e Grosjean;
- giugno 1830: tournée nel nord della Germania (Magdeburgo, Brema, Amburgo e Brandeburgo);
- inizio del 1831, Copenaghen e Stoccolma;
- estate 1831, San Pietroburgo e Mosca;
- primavera del 1832, Costantinopoli, su invito del conte di Boutinoff, ambasciatore russo;
- primavera del 1833, Ungheria, in Svizzera e in Francia;
- fine del 1833, insieme a John Field, in Svizzera e nel nord dell’Italia (concerto nel Ridotto dei palchi del Teatro alla Scala di Milano il 29 novembre 1833);
- 1834-1835 soggiornò a Vienna e a Monaco;
- 1836-1842 soggiorno a Vienna;
- marzo 1842, Dresda, Lipsia, Francoforte;
- aprile 1842, Londra;
- giugno 1842, Germania;
- agosto 1842, Milano
- dicembre 1842 e gennaio 1843, Vienna, concerti con i Lewy presso l'Hofoperntheater;
- gennaio 1843, Praga con i Lewy, concerti con alla "Sala Plaitteirs" (esegue il 28 gennaio la Grande Fantasia sul Moïse di Rossini op. 58 e la Grande Fantasia su Lucrezia Borgia di Donizetti op. 78 e il 30 gennaio, il Gran Duo su Linda di Chamounix di Donizetti per arpa e pianoforte op. 65, accompagnato al pianoforte dalla moglie Melanie);
- febbraio 1843 Dresda e Lipsia;
- marzo 1843 Berlino (11 marzo);
- aprile 1843 Gotha (12 aprile);
- maggio-novembre 1843, Francoforte Darmstadt, Mannheim, Karlsruhe, Stoccarda;
- fine del 1843 - inizio del 1844 soggiorno a Napoli;
- febbraio-luglio 1844, Londra (concerti alla "Royal Philharmonic Society" e alla "Princess Concert Room" dove furono eseguite oltre al Gran Concerto in do maggiore per arpa e orchestra op. 60, alcune celebri fantasie, l'Ouverture della Leggenda di Teignmouth, il Concerto in sol minore per pianoforte e orchestra op. 90, eseguito da madame Dulcken, e il "Concertino in re minore per due arpe o arpa e pianoforte e orchestra op. 91";
- agosto 1844, Vienna; settembre 1844 Berlino, ottobre 1844 Francoforte;
- novembre 1844-marzo 1845 soggiorno a Napoli (concerto il 26 novembre);
- aprile 1845, Vienna (concerti l'8 e il 24 aprile alla Gesellschaft der Musikfreunde);
- primavera-estate 1845 Colonia, Berlino, Lipsia (dove fece eseguire la sua Sinfonia in mi minore);
- novembre-dicembre 1845, Vienna (concerto il 16 novembre al Konzert-Salon e il 7 dicembre alla Gesellschaft der Musikfreunde,  Sinfonia in mi minore);
- dicembre 1845-febbraio 1846, soggiorno a Napoli;
- marzo 1846, Lipsia e Stoccarda ("Concerto in mi bemolle maggiore per arpa e orchestra op. 98", diretto da Bernhardt Molique, al quale il concerto era dedicato);
- primavera 1846, Londra  (Concerto in sol minore per pianoforte e orchestra op. 90 e nuova Ouverture, episodio dal Child Harold's Pilgrimage di Byron);
- autunno 1846 Vienna; novembre e dicembre 1846, Berlino, dicembre 1846-febbraio 1847 Lipsia
- marzo 1847-1848, Vienna

## Opere principali
- Tema e Variazioni PA 1 (Monaco, 1834)
- Sehnsucht" o "Romanza malinconica op. 27 (Milano, 1835)
- Tema e Variazioni op. 29 (Vienna 1836)
- Marcia favorita del Sultano op. 30  (1836)
- Immagini della mia giovinezza (Vienna, 1837, ciclo di romanze)
- Grande Fantasia sul Moïse di Rossini op. 58 (Vienna 1837)
- Fantasia sull'Oberon di Weber op. 59 (Vienna 1837)
- Gran Concerto in do maggiore per arpa e orchestra op. 60 (Vienna 1837, pubblicato nel 1842 da Ricordi)
- Viaggi di un arpista in Oriente op. 62 (1843-1846)
- Gran Duo su Linda di Chamounix di Donizetti per arpa e pianoforte op. 65
- Grande Fantasia su Lucrezia Borgia di Donizetti op. 78
- Gran Concerto in sol minore per arpa e orchestra op. 81 (1842)
- Serenata op. 83 (Napoli, 1843-1844)
- Gran studio ad imitazione del mandolino op. 84  (Napoli, 1843-1844)
- Il pappagallo op. 85  (Napoli, 1843-1844)
- Ouverture della Leggenda di Teignmouth
- Concerto in sol minore per pianoforte e orchestra op. 90
- Concertino in re minore per due arpe o arpa e pianoforte e orchestra op. 91
- Sinfonia in mi minore PA 1 ms (Napoli, 1845, eseguita a Lipsia)
- Concerto in mi bemolle maggiore per arpa e orchestra op. 98 (Napoli, 1845, eseguito a Lipsia nel 1846)
- Ouverture, episodio dal Child Harold's Pilgrimage di Byron
- Gran concerto in do minore per arpa e orchestra PA 2 ms
- Grande Fantasia su I Capuleti e i Montecchi di Bellini e Semiramide di Rossini PA 2 post